# گوچا
گوچا (به صربی: Guča) یک روستا در صربستان است که در لوچانی واقع شده‌است.
 گوچا ۰٫۵۵ کیلومتر مربع مساحت و ۳٬۷۱۰ نفر جمعیت دارد و ۳۲۸ متر بالاتر از سطح دریا واقع شده‌است.

## خواهرخوانده
شهر لوبس خواهرخواندهٔ گوچا هست.